# Teoria de camp unificat
En física, una teoria de camp unificat és un tipus de teoria de camp que permet a totes les forces fonamentals entre partícules elementals ser escrites en termes d'un únic camp. Encara no hi ha una teoria de camp unificat acceptada, i continua sent una línia de recerca oberta. El terme va ser adoptat per Albert Einstein el qual va provar d'unificar la teoria general de la relativitat amb l'electromagnetisme en una sola teoria de camp. Una teoria del tot està estretament relacionada amb la teoria de camp unificat, però difereix en el fet que no requereix que les lleis de la naturalesa siguin camps, i també intenta explicar totes les constants físiques de la naturalesa.
A priori no hi ha cap raó per la qual hagi d'existir una teoria de camp unificat; això no obstant, aquest objectiu ha portat a grans avenços en física teòrica moderna i continua motivant recerca. Al cap i a la fi, una teoria de camp unificat és únicament un mètode de simplificació de l'estructura subjacent del model estàndard de física de partícules.

## Teló de fons
En física, les forces (p. ex. la força gravitacional) entre objectes no són transmeses directament entre dos objectes, sinó que ho fan a través d'una entitat intermediària anomenada camp. Totes les quatre forces fonamentals són transmeses mitjançant camps. Específicament, les quatre forces que s'estan intentant unificar són (de més fortes a més febles):
- Força nuclear forta: Força responsable de mantenir units els quarks per a formar neutrons i protons, i mantenir units els neutrons i protons per a formar el nucli atòmic. Les partícules d'intercanvi que transmeten aquesta força són els gluons.
- Força electromagnètica: és la força que actua en partícules carregades elèctricament. El fotó és la partícula d'intercanvi per aquesta força.
- Força nuclear feble: Responsable de la radioactivitat, és una interacció repulsiva de curt abast que actua sobre electrons, neutrins i quarks. Està dirigida pel bosó W i Z.
- Força gravitatòria: un força atractiva de llarg abast que actua en totes les partícules amb massa. Les partícules d'intercanvi s'han predit i s'han anomenat gravitons, tot i que encara són partícules teòriques.

Una teoria de camp unificat intenta portar aquestes quatre forces cap a un únic marc.

## Història
Històricament, la primera teoria de camp unificat va ser desenvolupada per James Clerk Maxwell. El 1831, Michael Faraday va fer el comentari de què els camps magnètics que varien en el temps poden induir un corrent elèctric. Fins aquell moment, l'electricitat i el magnetisme no havien estat considerats com fenòmens relacionats. El 1864, Maxwell va publicar el seu famós assaig sobre una teoria dinàmica del camp electromagnètic. Aquest va ser el primer exemple d'una teoria que era capaç de d'englobar teories (concretament electricitat i magnetisme) per a proporcionar una teoria unificada de l'electromagnetisme. En últim terme, Albert Einstein es va adonar que la raó última de la unificació de l'electricitat i el magnetisme era perquè l'espai i el temps estaven unificats en una entitat anomenada espaitemps en la seva teoria de la relativitat especial.
El 1921 Theodor Kaluza va estendre la Relativitat General a cinc dimensions i el 1926 Oscar Klein va proposar que la quarta dimensió espacial s'enrotlla (o compacta) en un rinxol petit i no observat. Això es va anomenar teoria Kaluza-Klein. Es va percebre ràpidament que aquesta direcció espacial extra donava lloc a una força addicional que s'assemblava a l'electricitat i el magnetisme. Això ha estat considerat com la base del fracàs de l'intent que posteriorment va fer Albert Einstein de trobar una teoria de camp unificat.

## Progressos moderns
El 1963 el físic americà Sheldon Glashow va proposar que la força nuclear feble i l'electricitat i el magnetisme podien originar-se a partir d'una teoria unificada parcialment. El 1967, el pakistanès Abdus Salam i l'americà Steven Weinberg van revisar independentment la teoria de Glashow i van afegir el concepte de trencament espontani de simetria a través del mecanisme de Higgs. Aquesta teoria unificada era governada per l'intercanvi de quatre partícules: el fotó per les interaccions electromagnètiques, i una partícula Z neutra i dos partícules Z carregades per la interacció feble. Com a resultat del trencament espontani de simetria, la força feble esdevé de curt abast i els bosons W i Z adquireixen massa de l'ordre de {\displaystyle GeV/c^{2}}. La seva teoria va rebre suport experimental amb el descobriment dels bosons W i Z fet per l'equip de Carlo Rubbia al CERN el 1983. Per la seva perspicàcia, Salam, Glashow i Weinberg van ser guardonats amb el premi Nobel de física el 1979. Carlo Rubbia i Simon van der Meer van rebre el premi el 1984.
Després, Gerardus 't Hooft va mostrar que les interaccions Glashow-Weinberger-Salam electrofebles eren consistents matemàticament, i la teoria electrofeble es va convertir en una plantilla per a posteriors intents d'unificació de forces. Sheldon Glashow i Howard Georgi van proposar unificar les interaccions forta i electrofeble en una teoria de la gran unificació el 1974, la qual s'aplica a energies molt per sobre dels 100 GeV.
Des de llavors hi ha hagut unes quantes propostes de teories de gran unificació, encara que cap està universalment acceptada. Un problema important per als assaigs experimentals d'aquestes teories és l'escala d'energia que implica, la qual va molt més enllà del que són capaços els acceleradors actuals. Les teories de gran unificació fan prediccions sobre la força relativa de les forces forta, feble i electromagnètica i el 1991, el LEP va determinar que les teories supersimètriques tenen la proporció correcta d'acoblament per al model de Georgi-Glashow. Moltes teories de gran unificació preveuen que el protó es pot descompondre i si això es pot veure, els detalls dels productes de la descomposició poden aportar pistes en molts aspectes de la teoria de gran unificació. Actualment no se sap si el protó es pot descompondre encara que els experiments han determinat un límit inferior de {\displaystyle 10^{35}} anys de vida.

## Estat actual de les teories de gran unificació
La gravetat encara s'ha d'incloure en una teoria del tot. Degut a l'estructura diferent de la relativitat general, amb relació amb les interaccions forta i electrofeble, no és possible imitar l'estructura de la unificació electrofeble per a unificar totes les forces. Els físics teòrics s'han vist incapaços de formular una teoria consisteix en el fet que combini la relativitat general i la mecànica quàntica. Les dues teories han provat ser incompatibles i la quantització de la gravetat roman com un problema destacat en el camp de la física. Actualment es creu que una teoria quàntica de la relativitat general requereix anar més enllà de la teoria de camps com ara la teoria de cordes o la gravitació quàntica de llaços. Una teoria de cordes prometedora és la corda heteròtica que pot ajuntar la gravetat i les altres tres forces. Altres teories de cordes candidates no tenen aquesta característica d'unir les forces i la gravetat d'una manera convincent. De manera similar, la gravetat quàntica de llaços no sembla unir les forces electrofeble i forta amb la gravetat i encara que fos així, no seria una teoria de camp unificat. En últim terme, la naturalesa pot no haver sorgit d'una teoria de camp unificat i la seva argumentació pot no haver estat correcta, encara que ha portat a avenços en física, particularment la teoria electrofeble i gran unificació.

## Teories que no segueixen el corrent principal
L'Albert Einstein va passar les últimes dues dècades de la seva vida buscant una teoria de camp unificat. Això ha portat a una gran fascinació amb el tema i ha atret gent de fora de la comunitat de la física que típicament tracta aquests temes. La majoria d'aquests treballs apareixen normalment en fonts poc vistes, com ara llibres autopublicats o webs personals. El treball que apareix fora dels canals científics estàndards gairebé sempre és pseudociència que no compleix amb el rigor necessari per a ser considerada una teoria científica real. Un exemple d'aquest tipus de teories és la teoria Heim.